# Новоустинівка
Новоусти́нівка — село в Україні, в Устинівській селищній громаді Кропивницького району Кіровоградської області. Населення становить 110 осіб.

## Відомі особистості
В поселенні народився:
- Камінной Микола Іванович (* 1924) — український графік.

## Населення
Згідно з переписом УРСР 1989 року чисельність наявного населення села становила 157 осіб, з яких 70 чоловіків та 87 жінок.
За переписом населення України 2001 року в селі мешкало 105 осіб.

### Мова
Розподіл населення за рідною мовою за даними перепису 2001 року:
| Мова       | Відсоток |
| ---------- | -------- |
| українська | 92,73 %  |
| російська  | 3,64 %   |
| білоруська | 2,73 %   |
| молдовська | 0,91 %   |